# Canthylidia exesa
Canthylidia exesa là một loài bướm đêm trong họ Noctuidae.